# Хлебная (река, впадает в Кандалакшский залив)
Хле́бная — река в Мурманской области России. Протекает по территории Терского района. Впадает в Кандалакшский залив Белого моря.
Длина реки составляет 21 км. Площадь водосборного бассейна — 261 км².
Берёт начало в озере Верхнее Хлебное на высоте 90 м над уровнем моря. Протекает преимущественно с востока на запад по лесной, местами болотистой местности. Порожиста. Основной приток — Адамрека (правый, в 8,7 км от устья). В среднем течении проходит через озеро Нижнее Хлебное. Впадает в Кандалакшский залив Белого моря. Населённых пунктов на реке нет; в среднем течении реки в 1940-х — 1962 годах находился населённый пункт и лесоучасток Хлебное; у устья реки избы Берсяновские. В нижнем течении через реку перекинут автомобильный мост на автодороге Умба — Варзуга.

## Данные водного реестра
По данным государственного водного реестра России относится к Баренцево-Беломорскому бассейновому округу, водохозяйственный участок реки — реки бассейна Белого моря от западной границы бассейна реки Йоканга (мыс Святой Нос) до восточной границы бассейна реки Нива, без реки Поной. Речной бассейн реки — бассейны рек Кольского полуострова и Карелии.
Код объекта в государственном водном реестре — 02020000212101000008575.